# Cinéma cubain

Un clap aux couleurs du drapeau cubain.

L'histoire du cinéma cubain commence au début du XXe siècle. Avant la révolution cubaine de 1959, environ 80 films avaient été produits sur l'île, en majorité des mélodrames. Cette même année, l'Institut cubain des arts et de l'industrie cinématographiques est créé et permet au cinéma d'être considéré comme un art mais aussi de participer à l'effort de propagande révolutionnaire.

## Histoire du cinéma cubain

### 1897-1918
Le 24 janvier 1897, le français Gabriel Veyre organise les premières projections publiques à Cuba. La même année, il tourne les premières prises de vues avec Simulacro de incendio (Simulacre d'incendie), où il filme le travail des pompiers à La Havane.
En 1910, il existe déjà 200 salles sur l'île. Santos et Artigas sont les premiers exploitants, et aussi les premiers producteurs nationaux en lançant neuf films dès 1913, dont Manuel García o el rey de los campos de Cuba réalisé par Enrique Díaz Quesada.

### 1918-1958
La fin de la Première Guerre mondiale marque le déclin du cinéma national et l'entrée en puissance des films américains. Avec le parlant, le marché de la production locale doit affronter la concurrence du cinéma mexicain. Le premier long métrage sonore cubain ne voit le jour qu'en 1937, La serpiente roja d'Ernesto Caparrós. C'est l'ère des comédies musicales, à de rares exceptions près. Rita Montaner, une des grandes vedettes de la chanson, s'illustre notamment dans La unica (1952) de Ramón Peón. Pour l'essentiel, les 150 longs métrages réalisés à Cuba depuis les origines sont des sous-produits de la colonisation culturelle. Pourtant, le gouvernement de Carlos Prío Socarrás (1948-1952) crée, à titre privé et avec des représentants de la profession, un Office pour le développement de l'industrie du cinéma favorisant la construction des Estudios Nacionales, héritiers des vieux studios de Biltmore, propriété de Manuel Alonso, lui-même directeur de l'Office récemment fondé. Or, ceux-ci passeront, par la suite, sous le contrôle de l'industrie mexicaine. Plus tard, le 27 février 1955, à la suite des résultats peu probants obtenus par la Commission exécutive pour l'industrie cinématographique (CEPLIC), le gouvernement du dictateur Fulgencio Batista dissout celle-ci et fonde un Institut national pour le développement de l'industrie cinématographique (INFICC), à nouveau présidé par Manuel Alonso (décret-loi n°2135). Notons, également, qu'à partir de 1943, l'organisation d'un concours de cinéma amateur entraînera la floraison de nombreux courts métrages dans lesquels apparaissent les noms de réalisateurs comme Tomás Gutiérrez Alea et Néstor Almendros. La censure est néanmoins très présente : El Mégano (1954), axé sur les conditions de vie des mineurs et réalisé par Gutiérrez Alea et Julio García Espinosa, fera l'objet d'une interdiction.
Avant 1959, le marché de la distribution ainsi que l’ensemble des meilleures salles de Cuba étaient contrôlés par des sociétés américaines, qui diffusaient massivement leurs productions : 70 % des films exploités à Cuba provenaient des États-Unis, 20 % d’Espagne, du Mexique ou d’Argentine, un peu moins de 10 % venaient de France, d’Italie et du Royaume-Uni, et le reste, à peine 1 %, des autres pays du monde. D'après le journaliste Ignacio Ramonet, « la maigre production locale, à vocation folklorique, était dans l’ensemble d’une consternante pauvreté artistique ».
Guillermo Cabrera Infante (1929-2005), proche de la cinémathèque de Cuba, ancêtre de l'Institut cubain des arts et de l'industrie cinématographiques (ICAIC, 1959), dirige quelques années la revue de cinéma Carteles (es).

### 1959-1990: révolution cubaine, cinéma et politique

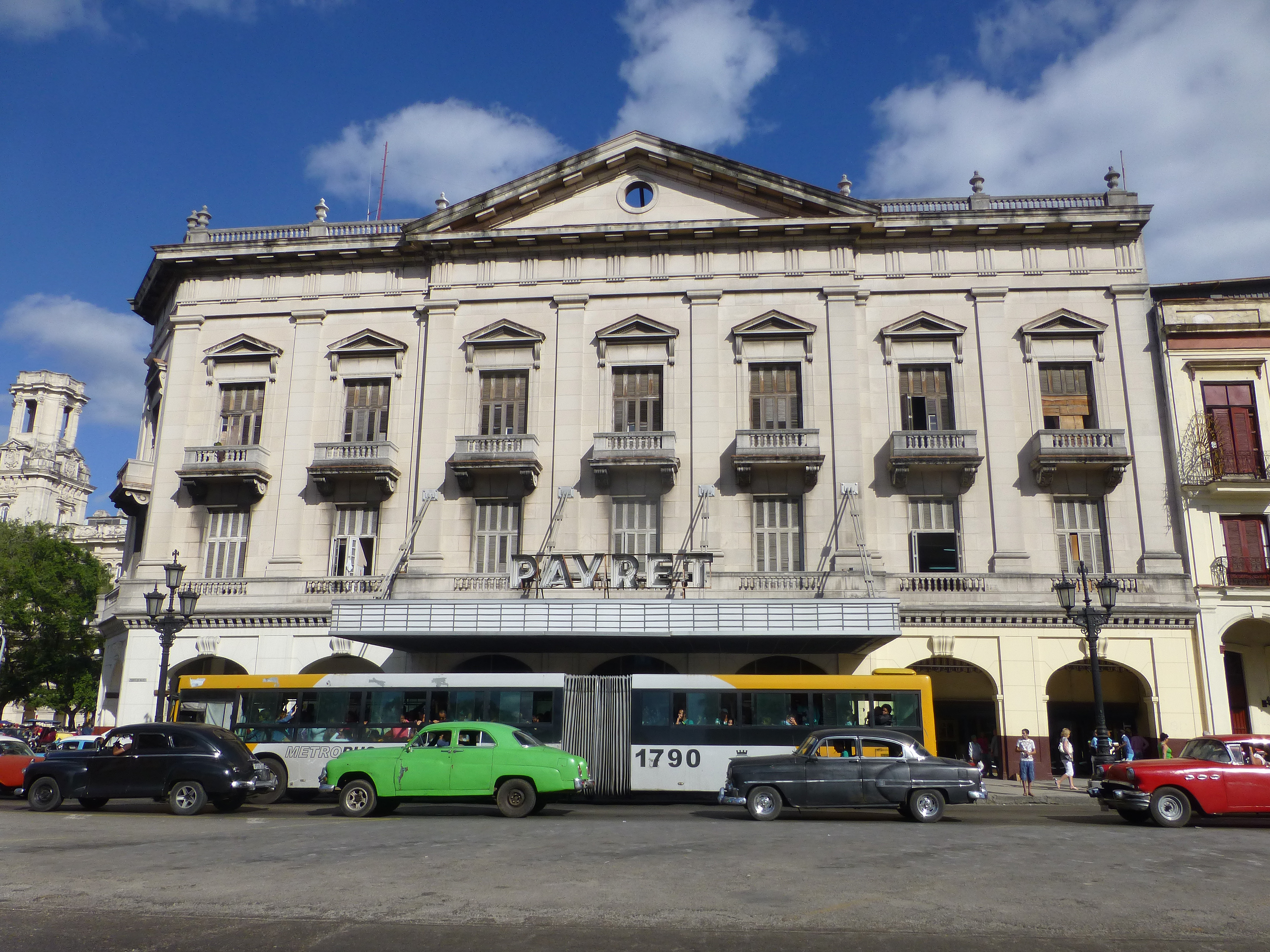
Cine Payret à La Havane

Le premier acte culturel de la révolution cubaine est la création, en 1959, de l'Institut cubain des arts et de l'industrie cinématographiques (ICAIC). Ses objectifs idéologiques sont les suivants : en premier lieu, le cinéma doit être considéré comme un art ; en deuxième lieu, il doit contribuer à affermir les conceptions révolutionnaires.
Placée sous la direction d'Alfredo Guevara (1925-2013), la production s'oriente, à l'origine, vers les courts métrages documentaires et pédagogiques. À la suite de la nationalisation des distributeurs américains (1961) et le boycottage de l'exportation par Hollywood, intervient le blocus économique imposé par les États-Unis. L'ICAIC prend alors le contrôle total de la distribution et de l'exploitation, c'est-à-dire 594 salles et un marché de 83 millions de spectateurs (par rapport à la population, l'un des plus importants du continent latino-américain).
Après la tentative infructueuse d'invasion armée américaine à Playa Girón (avril 1961), la politique cubaine traverse un net raidissement idéologique. L'ICAIC va alors connaître une première crise. En 1961, l'interdiction d'un court documentaire sur la vie nocturne à La Havane, intitulé P.M. et réalisé par Sabá Cabrera Infante et Orlando Jiménez Leal, suscite une polémique interminable dans les milieux intellectuels. Le 30 juin, Fidel Castro arbitre les débats et conclut avec la célèbre directive : « Tout avec la Révolution, contre la Révolution, rien. »
Dans ce cadre, incontestablement restreint, L'ICAIC et le cinéma cubain fonctionneront pourtant de façon remarquable. En 20 ans, l'ICAIC produit 86 longs métrages dont 55 fictions, 12 moyens métrages, 613 courts métrages et 142 dessins animés. La cinémathèque se développe ainsi que les ciné-clubs. Une revue Cine Cubano est publiée régulièrement. Afin d'accroître l'audience publique, on organise des unités de Cine-móvil, sur camion ou parfois à dos de mulet, vers les campagnes les plus reculées. Un effort d'alphabétisation audiovisuelle est entrepris et les grands films du monde entier sont projetés à Cuba.
Les infrastructures du cinéma cubain sont toutefois sommaires. On a alors recours à des coproductions et à des réalisateurs étrangers (dont Joris Ivens et Chris Marker). Toutefois, ces tentatives ne sont pas suffisamment probantes. Le cinéma cubain doit s'adapter à cette situation. Et c'est surtout l'école documentaire qui atteint un niveau appréciable et reconnu dans les festivals internationaux. Santiago Álvarez en est la figure principale.
Les premiers longs métrages cubains sont initialement le reflet des luttes politiques récentes. Citons, notamment : Histoires de la révolution (1960) de Gutiérrez Alea et Le Jeune Rebelle (1961) de García Espinosa. Mais, quelques années plus tard, des œuvres comme La Mort d'un bureaucrate (1966), Les Aventures de Juan Quin Quin (1967), Mémoires du sous-développement (1968), Lucía de Humberto Solás (1968) ou La Première Charge à la machette de Manuel Octavio Gómez (1969) manifestent une originalité et une liberté de ton caractéristiques d'une volonté de s'éloigner des canons du réalisme socialiste. 
Au cours des années 1970, le cinéma cubain, après une brève éclipse, semble s'orienter vers des reconstitutions historiques, liées à la période de l'esclavagisme (El otro Francisco de Sergio Giral en 1974 et La Dernière Cène de Gutiérrez Alea en 1976 par exemple) ou celle plus récente des affrontements pré- Mella (1975) d'Enrique Pineda Barnet -, et post-révolutionnaires - El hombre de Maisinicú (1973) de Manuel Pérez qui évoque la Rébellion de l'Escambray. L'actualité est également abordée, mais de façon plus exceptionnelle. Ainsi, le machisme et les problèmes de société sont traités de façon critique dans De cierta manera (1974) de Sara Gómez et Retrato de Teresa (1979) de Pastor Vega. Dans un contexte politique plutôt rigide et malgré les interdictions, l'ICAIC parvient à maintenir le cinéma cubain à un niveau honorable. 
À partir de 1979, un grand festival de cinéma latino-américain se tient annuellement à La Havane. Dans le même esprit, avec la naissance de l'École des Amériques, école internationale de cinéma et de télévision des Trois Mondes, on s'est proposé d'en finir avec l'autodidactisme des réalisateurs du tiers monde en les formant aux techniques modernes et artisanales du septième art. Ces initiatives constituent pour le cinéma cubain une source d'ouverture et de projets.
En décembre 2016, lors du Festival de cinéma latino-américain de La Havane, un film de Carlos Lechuga dénonçant la répression de l'homosexualité à Cuba dans les années 1970 a été exclu de la compétition.

### Depuis 1990: cinéma cubain actuel
À ce stade, les œuvres des jeunes cinéastes cubains, présentées à l'Exposition nationale des nouveaux cinéastes de l'ICAIC (depuis 2000), principalement composées de documentaires et de courts métrages réalisés en format numérique et avec des budgets indépendants, se sont distinguées. Parmi les nouveaux auteurs du cinéma indépendant cubain figurent Miguel Coyula, Carlos M. Quintela, Alejandro Alonso, Armando Capo, Carlos Lechuga, Eduardo del Llano (es), Pavel Giroud, Esteban Insausti, Arturo Infante, Ernesto Daranas (es), Damian Sainz, Karel Ducases, Alina Rodríguez (es), Aram Vidal, Susana Barriga, Alejandro Brugués, Ian Padrón (es), Humberto Padrón, Luis Leonel León (es), Ricardo Bacallao, Carlos Rodríguez, Gustavo Pérez, parmi beaucoup d'autres. D'autres auteurs expérimentés se sont également distingués, comme Fernando Pérez Valdés, pour des œuvres telles que Madagascar (es) (1994), La vie, c'est siffler (1998) et Suite Habana (2003).
Il existe des différences notables entre le cinéma cubain réalisé avant 1990, principalement avec un budget de l'ICAIC, et le cinéma réalisé après la chute de l'URSS. Avant la révolution cubaine, la capitale possédait 135 salles de cinéma dont la plupart ont été fermées : il n’en reste plus en 2008 qu’une vingtaine dans cette ville de 2,2 millions d’habitants. Depuis 1990, les formes de production de films et de vidéos à Cuba se sont diversifiées, principalement en raison de l'arrivée des technologies numériques. En outre, il y a eu une plus grande ouverture pour aborder des questions critiques sur la société cubaine d'aujourd'hui, bien que ces documentaires et films aient tendance à être projetés uniquement dans des festivals de cinéma et des spectacles avec une faible distribution, et ne sont pas diffusés à la télévision nationale.
L'avenir du cinéma cubain est incertain, mais compte tenu de la tradition historique de ce genre dans le pays, il est probable que la production se poursuivra, soutenue par l'existence d'écoles de cinéma telles que l'ISA et San Antonio de los Baños, et de festivals de renommée internationale tels que le Festival international du film de La Havane. Les cinéastes cubains discutent actuellement de la création d'une loi nationale sur le cinéma, qui établirait un cadre juridique clair et transparent pour la création de films indépendants au niveau industriel, ce qui pourrait être un moyen de parvenir à une plus grande diversité thématique, ainsi que d'obtenir un financement international pour la rénovation et le développement du cinéma cubain.
Selon le chercheur cubain Rafael Rojas Gutiérrez (es), l'apparition ces dernières années de décrets tels que le 349, qui tente de réglementer les frontières de la communauté artistique, et le 373, qui cherche à délimiter ces frontières spécifiquement dans le secteur cinématographique, fait partie d'une stratégie de « confinement juridique du changement social à Cuba » : « la nouvelle législation officielle sur la production cinématographique et audiovisuelle est une tentative de confisquer la voix du citoyen à l'État ».

## Films
- Liste de films cubains
- Prix Goya du meilleur film ibéroaméricain
- Oscar du meilleur film international
- Liste des longs métrages cubains proposés à l'Oscar du meilleur film international

### Avant 1960
- 1955 : El mégano, documentaire réalisé par Tomás Gutiérrez Alea

### Années 1960
- 1960 : Histoires de la Révolution (Historias de la Revolución) de Tomás Gutiérrez Alea
- 1961 : El Joven Rebelde de Julio García Espinosa
- 1962 : Les Douze Chaises (Las Doce Sillas) de T. Gutiérrez Alea
- 1962 : Cuba 58 (Año nuevo) de Jorge Fraga Pujol et José Miguel García Ascot
- 1964 : Cumbite, film réalisé par Tomás Gutiérrez Alea
- 1964 : Soy Cuba, film réalisé par Mikhaïl Kalatozov
- 1965 : Now, documentaire réalisé par Santiago Álvarez
- 1966 : La Mort d'un bureaucrate (La muerte de un burócrata) de Tomás Gutiérrez Alea
- 1967 : Les Aventures de Juan Quin Quin (Aventuras de Juan Quinquín) de Julio García Espinosa et David, documentaire réalisé par Enrique Pineda Barnet
- 1968 : Mémoires du sous-développement (Memorias del subdesarrollo) de Tomás Gutiérrez Alea
- 1968 : Lucía de Humberto Solás
- 1969 : La Première Charge à la machette (La primera carga al machete) de Manuel Octavio Gómez

### Années 1970
- 1972 : Girón de Manuel Herrera
- 1972 : Una pelea cubana contra los demonios, film réalisé par Tomás Gutiérrez Alea
- 1973 : L'Homme de Maisinicú (El hombre de Maisinicú) de Manuel Pérez
- 1974 : Vous avez la parole (Ustedes tienen la palabra) de Manuel Octavio Gómez
- 1974 : De cierta manera (D'une certaine manière) de Sara Gómez
- 1974 : El otro Francisco (L'Autre Francisco) de Sergio Giral
- 1976 : La Dernière Cène (La última cena) de Tomás Gutiérrez Alea
- 1977 : L'Alphabétiseur (El brigadista) d'Octavio Cortázar
- 1979 : Los sobrevivientes, film réalisé par Tomás Gutiérrez Alea
- 1979 : Maluala, film réalisé par Sergio Giral
- 1979 : Rancheador, film réalisé par Sergio Giral
- 1979 : Retrato de Teresa de Pastor Vega

### Années 1980
- 1982 : Cecilia de Humberto Solás
- 1983 : Jusqu'à un certain point (Hasta cierto punto) de Tomás Gutiérrez Alea
- 1984 : Se permuta de Juan Carlos Tabío
- 1984 : Los Pájaros tirándole a la escopeta de Rolando Díaz Rodriguez
- 1985 : Baraguá, film réalisé par José Massip
- 1985 : Jíbaro, film réalisé par Daniel Díaz Torres
- 1985 : Vampires à La Havane (¡Vampiros en La Habana!) de Juan Padrón (animation)
- 1986 : Otra mujer, film réalisé par Daniel Díaz Torres
- 1989 : Papeles secundarios, film réalisé par Orlando Rojas
- 1989 au cinéma: La Bella del Alhambra, film réalisé par Enrique Pineda Barnet

### Années 1990
- 1990 : Hello Hemingway, film réalisé par Fernando Pérez
- 1994 : El elefante y la bicicleta, film réalisé par Juan Carlos Tabio
- 1994 : Fraise et Chocolat (Fresa y chocolate) de Tomás Gutiérrez Alea et Juan Carlos Tabío (Prix Goya du meilleur film étranger en langue espagnole)
- 1995 : Guantanamera de Tomás Gutiérrez Alea et Juan Carlos Tabío
- 1995 : Pon tu pensamiento en mí, film réalisé par Mercedes Gaspar et Arturo Sotto Díaz
- 1998 : La vie, c'est siffler (La vida es silbar) de Fernando Pérez (Prix Goya du meilleur film étranger en langue espagnole)
- 1999 : Buena Vista Social Club de Wim Wenders (documentaire)

### Années 2000
- 2000 : Avant la nuit (Before Night Falls) de Julian Schnabel
- 2000 : Liste d'attente de Juan Carlos Tabío
- 2002 : Balseros de Carles Bosch et Josep Maria Domènech
- 2003 : Suite Habana de Fernando Pérez (documentaire)
- 2003 : 7 jours 7 nuits (7 días 7 noches) de Joel Cano
- 2005 : Viva Cuba de Juan Carlos Cremata Malberti et Iraida Malberti Cabrera
- 2005 : Habana Blues de Benito Zambrano
- 2008 : Che de Steven Soderbergh

### Années 2010

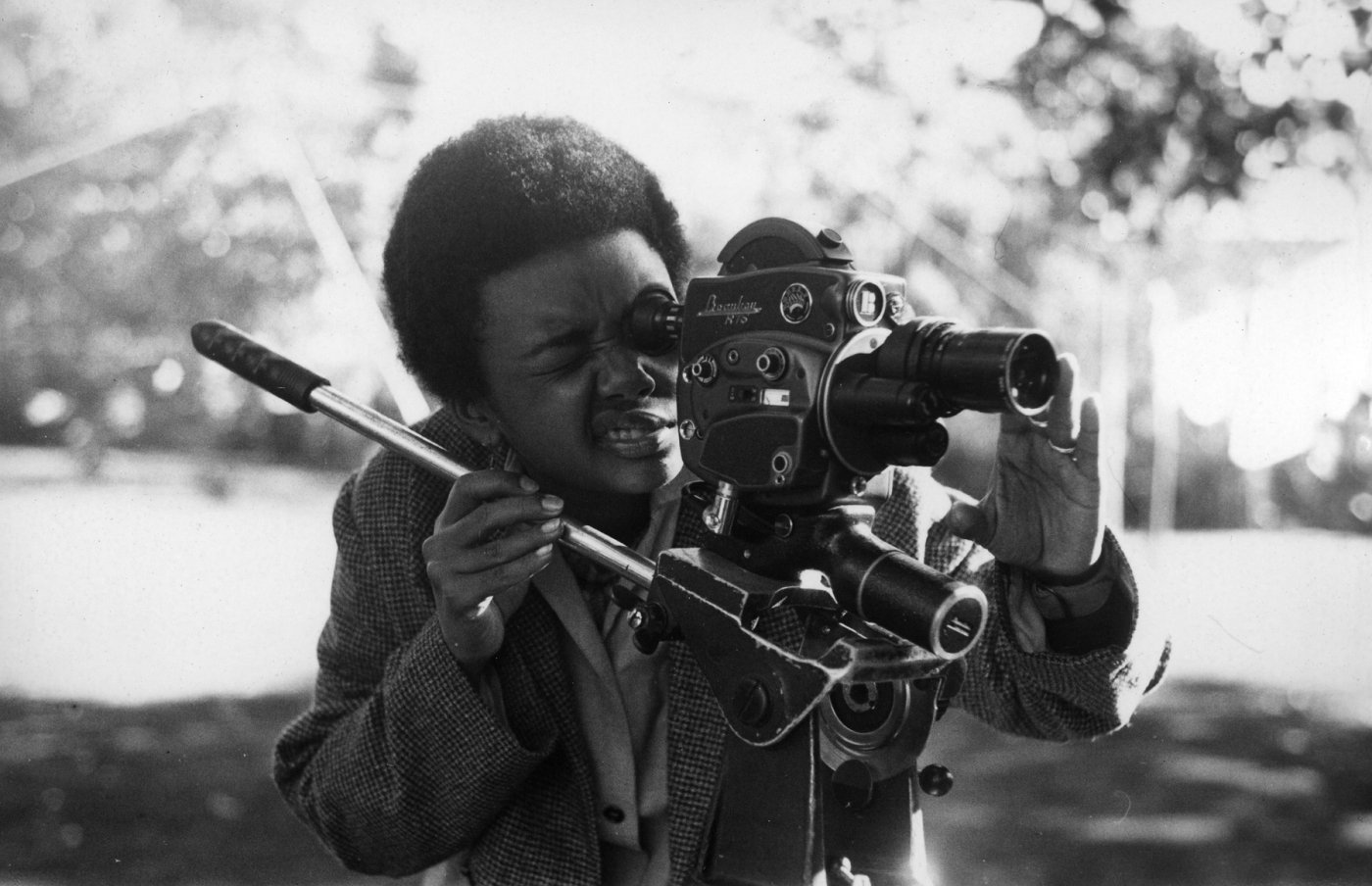
2010 : Boleto al paraíso, film réalisé par Gerardo Chijona
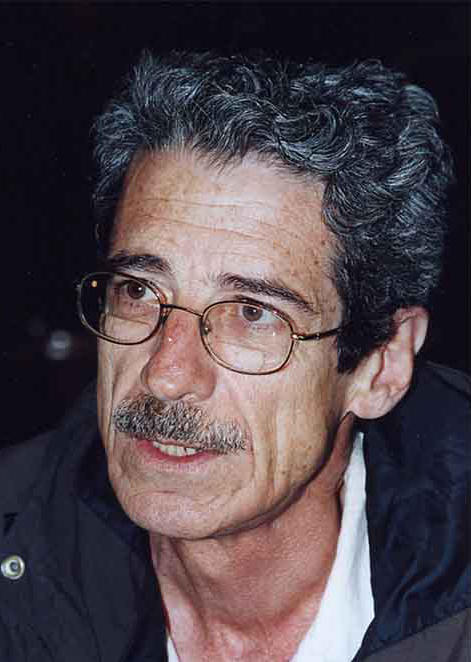
2010 : José Martí: el ojo del canario, film réalisé par Fernando Pérez

## Personnel

### Réalisateurs
- Tomás Gutiérrez Alea
- Santiago Álvarez Román
- Enrique Díaz Quesada
- Octavio Cortázar Jimenez
- Miguel Coyula
- Jesús Díaz Rodríguez
- Julio García Espinosa
- Sergio Giral
- Manuel Octavio Gómez
- Sarita Gómez
- Nicolás Guillén Landrián
- Manuel Herrera Reyes
- José Massip
- Juan Padrón
- Fernando Pérez
- Enrique Pineda Barnet
- Orlando Rojas
- Juan Carlos Tabío
- Pastor Vega Torres

- Sara Gómez
- Fernando Pérez

### Acteurs
- Steven Bauer (Scarface, La Bête de guerre, Peur primale, Traffic…)
- Vladimir Cruz (Fraise et Chocolat, Che - 1ère partie - L'Argentin, Liste d'attente…)
- Mirta Ibarra (La Dernière Cène, Fraise et Chocolat, Guantanamera…), épouse de Tomás Gutiérrez Alea
- Jorge Perugorría (Fraise et Chocolat, Guantanamera, Liste d'attente, Reinas, Che…)

## Institutions
- Institut cubain des arts et de l'industrie cinématographiques (1959, ICAIC)
- Escuela Internacional de Cine y Televisión (1985, EIC TV))

## Festivals
- Festival international du nouveau cinéma latino-américain de La Havane (1979)
- Festival international du film Cine Pobre de Gibara (2003, Gibara)
- Festival du cinéma de La Havane à New York (en) (2000, HFFNY)

### Filmographie
- L' âge d'or du cinéma cubain : 1959-1969, film documentaire réalisé par Ramón Suárez, Centre national de la cinématographie et de l'image animée, Paris, 2013, 52 min

### Listes et catégories
- (en) Films A-Z, Films (par année), Liste de films cubains
- (en) Réalisateurs, Scénaristes, Compositeurs
- Acteurs